# روبن دونالد
روبن دونالد (بالإنجليزية: Robin Donald)‏ هو مغني أوبرا أسترالي، ولد في 26 مارس 1942.

## وصلات خارجية
- روبن دونالد على موقع ميوزك برينز (الإنجليزية)